# راي براون (لاعب كرة قدم أمريكية)
راي براون (بالإنجليزية: Ray Brown)‏ هو لاعب كرة قدم أمريكية أمريكي، ولد في 12 يناير 1949 في فورت وورث في الولايات المتحدة.